# كانساس
 كانساس أو كنسَس (بالإنجليزية: Kansas)‏ هي ولاية غير ساحلية في منطقة الغرب المتوسط من الولايات المتحدة. تحد كانساس ولاية نبراسكا من الشمال؛ وميزوري من الشرق؛ وأوكلاهوما من الجنوب وكولورادو من الغرب. ترجع تسمية الولاية إلى نهر كانساس، الذي سُمي بدوره نسبة إلى شعب كانسا. تُعد توبيكا عاصمة كانساس، وتحتوي مدينة ويتشيتا بدورها على أعلى نسبة سكانية في الولاية، بينما تمثل منطقة كانساس سيتي الحضرية ثنائية الولاية الواقعة في كل من كانساس وميسوري أكبر تجمع حضري للولاية.
على مر آلاف السنين، كانت هذه الأرض المعروفة حاليًا باسم كانساس موطنًا للكثير من قبائل السكان الأصليين العديدة والمتنوعة. شهدت كانساس تأسيس أول مستوطنة للسكان غير الأصليين في عام 1827 في فورت ليفنوورث. تسارعت وتيرة بناء المستوطنات في خمسينيات القرن التاسع عشر، في خضم الحروب السياسية حول الجدل المتعلق بالاسترقاق. بعد تشريع حكومة الولايات المتحدة عمليات استيطان الولاية بموجب مرسوم كانساس نبراسكا في عام 1854، اندلع صراع بين أنصار الدولة الحرة مؤيدي الإبطالية من إنجلترا الجديدة والمستوطنين المؤيدين للاسترقاق من ولاية ميسوري المجاورة حول مسألة تأسيس كانساس كولاية حرة أم ولاية استرقاقية، في فترة معروفة باسم كانساس النازفة. في 29 يناير 1861، انضمت كانساس إلى الاتحاد كدولة حرة، ما أكسبها لقبها غير الرسمي «ولاية كانساس الحرة». أدى إقرار مراسيم الحيازة الزراعية في عام 1862 إلى تدفق المزيد من المستوطنين، وساهمت تجارة الماشية المزدهرة في سبعينيات القرن التاسع عشر في جذب بعض شخصيات الغرب المتوحش الأكثر شهرة إلى غرب كانساس.
اعتبارًا من عام 2015، كانت كانساس واحدة من أهم الولايات الزراعية وأكثرها إنتاجية، إذ أنتجت غلات وفيرة من القمح، والذرة، والذرة البيضاء وفول الصويا. بالإضافة إلى قوتها الزراعية التقليدية، تتميز كانساس بصناعة الطائرات واسعة النطاق. تحتل كانساس المرتبة 15 بين الولايات من حيث المساحة، بمساحة قدرها 82,278 ميل مربع (213,100 كيلومتر مربع)، والمرتبة 36 من حيث عدد السكان، بعدد سكان قدره 2,940,865 نسمة وفقًا لتعداد عام 2020 والمرتبة العاشرة لأقل كثافة سكانية بين الولايات الخمسين. يُطلق على سكان ولاية كانساس اسم كانسانس. يُعد جبل سان فلاور أعلى نقطة في ولاية كانساس، بارتفاع قدره 4039 قدم (1231 متر).

## لمحة تاريخية
قبل الاستعمار الأوروبي، كانت كانساس مأهولة بشعب ويتشيتا الكادواني ولاحقًا شعب كاو السيووي. تمركزت هذه القبائل عمومًا في الجزء الشرقي من الولاية وعاشت ضمن قرى ممتدة على طول وديان الأنهار. عاشت قبائل الجزء الغربي من الولاية حياة شبه بدوية واعتمدت على صيد قطعان البيسون الكبيرة. يُعد الكونكيستدور الإسباني فرانسيسكو فاسكويز دي كورونادو أول أوروبي تطأ قدمه ولاية كانساس الحالية، إذ اكتشف المنطقة في عام 1541.
بين عامي 1763 و1803، دُمجت أراضي كانساس ضمن لويزيانا الإسبانية. خلال تلك الفترة، حرص الحاكم لويس دي أونزاغا «الكونسيليتور» على تعزيز البعثات الاستكشافية والعلاقات الجيدة مع السكان الأصليين. واصل المستكشف أنطوان دي ماريني من بين آخرين أعمالهم التجارية عبر نهر كانساس، على وجه الخصوص في مكان التقائه مع نهر ميسوري، أحد روافد نهر المسيسيبي.
في عام 1803، استحوذت الولايات المتحدة على معظم ولاية كانساس الحديثة كجزء من صفقة لويزيانا. مع ذلك، بقيت أجزاء من جنوب غرب كانساس تابعة لإسبانيا، والمكسيك وجمهورية تكساس حتى عام 1848 الذي شهد انتهاء الحرب المكسيكية الأمريكية مع التنازل عن هذه الأراضي للولايات المتحدة. بين عامي 1812 و1821، كانت كانساس جزءًا من إقليم ميسوري. بين عامي 1821 و1880، قطع طريق سانتا فيه تريل ولاية كانساس محملًا بالبضائع المصنعة من ميسوري إلى جانب الفضة والفراء من سانتا فيه في نيو مكسيكو. ما تزال آثار العربات التي شغلت هذا الطريق مرئية في البراري اليوم.
في عام 1827، أصبحت فورت ليفنوورث أول مستوطنة دائمة للأمريكيين البيض في الولاية المستقبلية. أصبح مرسوم كانساس نبراسكا قانونًا معمولًا به في 30 مايو 1854، ما سمح بتأسيس إقليم نبراسكا وإقليم كانساس، وفتح هاتين المنطقتين أمام عمليات استيطان واسعة النطاق للبيض. امتدت أراضي كانساس حتى منطقة الانقسام القاري وشملت دنفر، وكولورادو سبرينغز وبويبلو الحالية.

### كانساس النازفة والحرب الأهلية
تكونت أول مستوطنة غير عسكرية للأميركيين الأوروبيين في إقليم كانساس من مؤيدي إبطال الاسترقاق من ماساتشوستس وغيرهم من أنصار الدولة الحرة الذين أسسوا مدينة لورانس وحاولوا وقف انتشار الاسترقاق من ولاية ميسوري المجاورة.
عملت ميزوري وأركنساس على إرسال المستوطنين باستمرار إلى إقليم كانساس على طول حدودهما الشرقية بهدف التأثير على الأصوات لصالح الاسترقاق قبل انتخابات ولاية كانساس. مع اندلاع الحرب الأهلية الأمريكية، اصطدمت هذه القوات ببعضها وبدأت هجمات العصابات ما أكسب الإقليم اسم «كانساس النازفة». شملت هذه الأحداث مذبحة بوتاواتومي التي ارتكبها جون براون في عام 1856.
دخلت كانساس في الاتحاد كولاية حرة في 29 يناير 1861، لتصبح الولاية الرابعة والثلاثين التي تنضم إلى الولايات المتحدة. على الرغم من تراجع العنف في كانساس إلى حد كبير بحلول ذلك الوقت، عادت الحرب الأهلية إلى الظهور في 21 أغسطس 1863 عندما قاد ويليام كوانتريل عدة مئات من أنصاره في غارة على لورانس، ما انتهى بتدمير جزء كبير من المدينة وقتل ما يقارب 200 شخص. لاقت أفعاله إدانة شديدة من جيش الولايات الكونفدرالية التقليدي وحراس البارتيزان المكلفين من السلطة التشريعية في ولاية ميسوري. قوبل طلبه إلى تلك الهيئة للحصول على عمولة بالرفض القاطع بسبب سجله الإجرامي قبل الحرب.

### المستوطنات والغرب المتوحش
أدى إقرار مراسيم الحيازة الزراعية في عام 1862 إلى تسريع عمليات الاستيطان والتنمية الزراعية في الولاية. بعد الحرب الأهلية، لجأ العديد من المحاربين القدامى إلى بناء مساكنهم ومزارعهم الخاصة في كانساس. نظر العديد من الأمريكيين الأفارقة أيضًا إلى كانساس باعتبارها أرض «جون براون»، بقيادة المحررين أمثال بنيامين «باب» سينغلتون، ما أدى إلى تأسيس العديد من مستعمرات السود في الولاية. اضطر هؤلاء في النهاية إلى مغادرة الولايات الجنوبية في أواخر سبعينيات القرن التاسع عشر بسبب التمييز المتزايد ضدهم، إذ تُعرف هذه الحادثة باسم النزوح الجماعي.
في الوقت نفسه، افتُتح طريق تشيشولم وبدأ عصر الغرب المتوحش في كانساس. برز في تلك الفترة رجل القانون الشهير وايلد بيل هيكوك الذي عمل كنائب المارشال في فورت رايلي وكمارشال في هايز وأبيلين. كانت دودج سيتي موطنًا لكل من بات ماسترسون ووايات إيرب، اللذين عملا كرجلي قانون في المدينة. برزت أيضًا عصابة دالتون التي سرقت القطارات والبنوك في جميع أنحاء كانساس والجنوب الغربي وجعلت من ميد مخبأ لها. خلال عام واحد فقط، استطاعت دودج سيتي إرسال ثمانية ملايين رأس من الماشية من قطارات حدود تكساس في دودج سيتي متجهة إلى الشرق، ما أكسبها لقب «ملكة بلدات البقر».

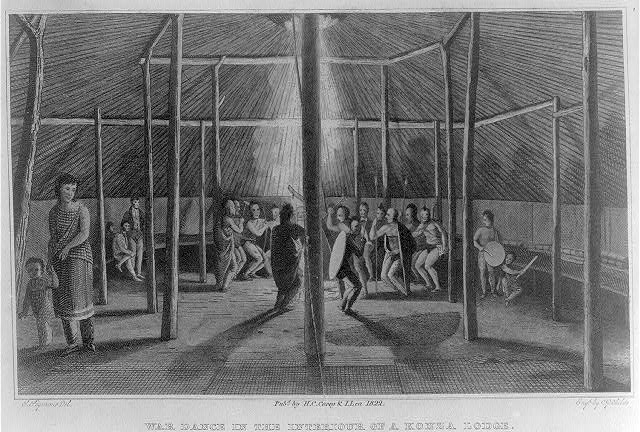
لوحة رسمها سامويل سيمور في عام 1819 تبين شعب كاو يرقصون. هي أقدم لوحة معروفة رُسمت في كانساس.

## جغرافيا
تجاور ولاية كنساس الأمريكية نبراسكا من الشمال، وميزوري من الشرق، وأوكلاهوما من الجنوب، وكولورادو من الغرب. تبعد عن المحيط الهادي والمحيط الأطلسي بمسافة متساوية. إن المركز الخاص بقياسات الأرض لقارة أمريكا الشمالية يقع في مقاطعة أوزبورن بولاية كانزاس. الولاية مقسمة إلى 105 مقاطعات، و 628 مدينة.

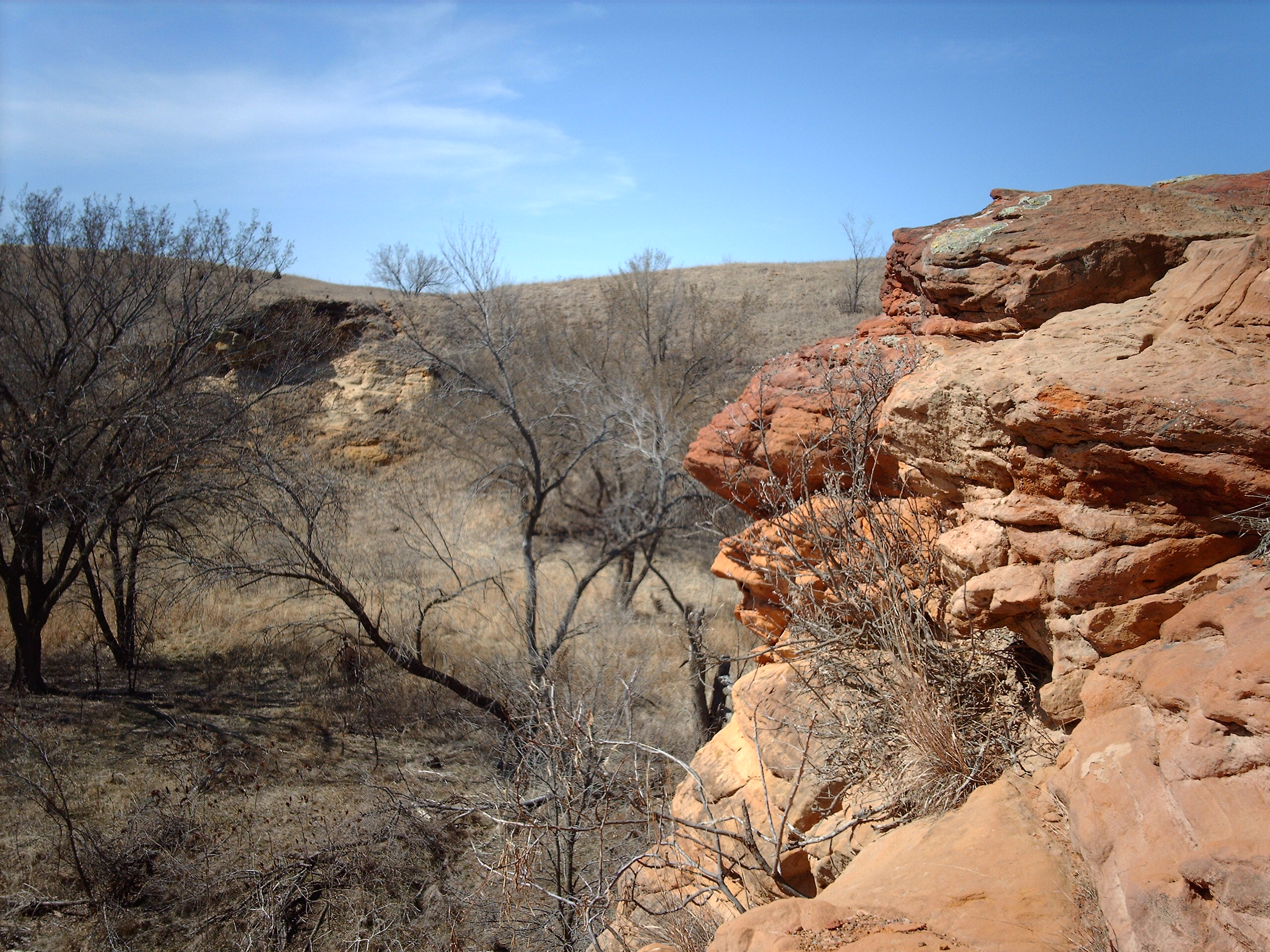
[//ar.wikipedia.org/w/Kanopolis_State_Park متنزه كانوبالس للولاية].

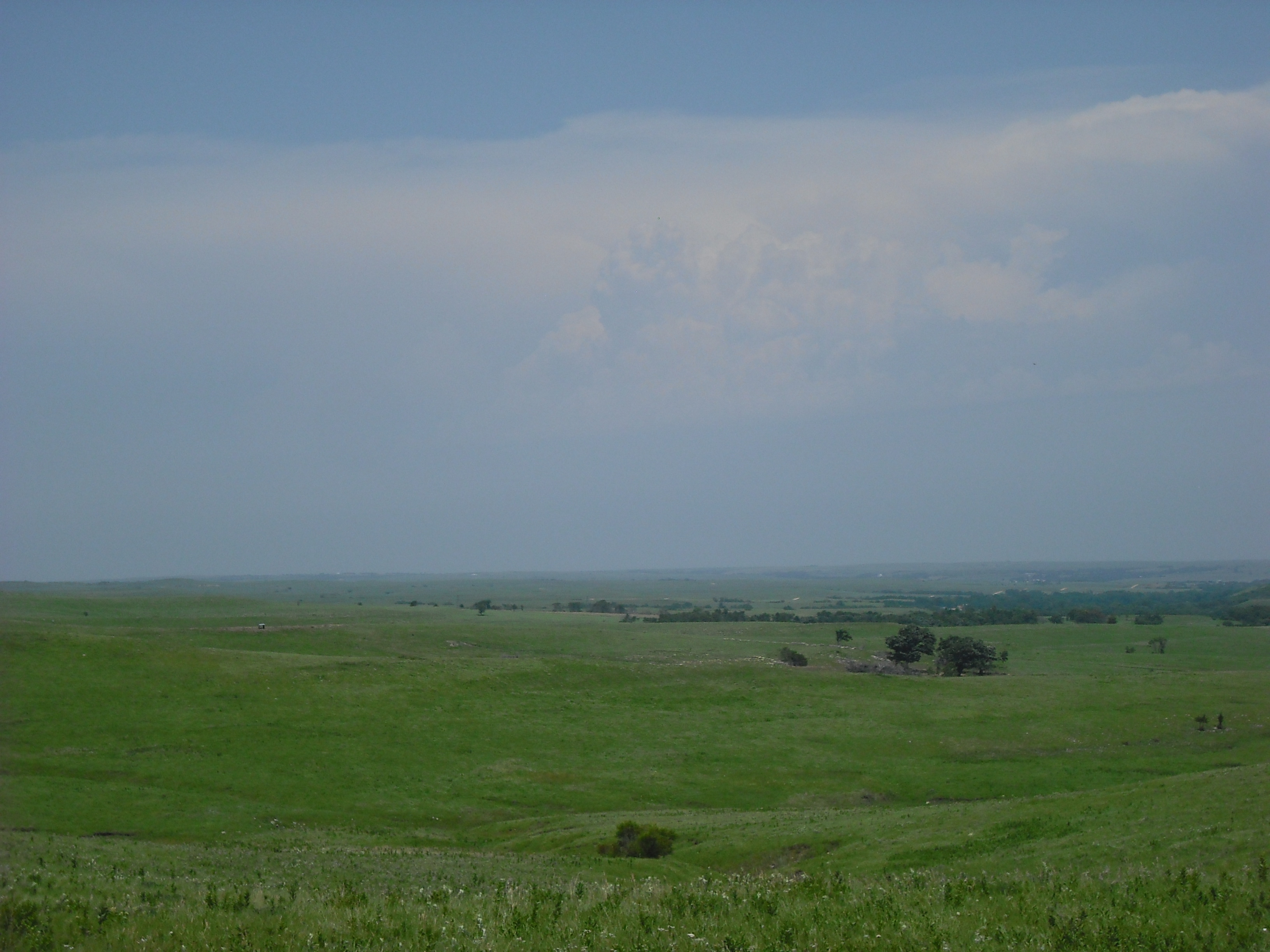
[//ar.wikipedia.org/w/Flint_Hills فلينت هيلز] في مقاطعة [//ar.wikipedia.org/w/Wabaunsee واباونسي

## وصلات خارجية
- الموقع الرسمي (بالإنجليزية)